# شوتا نيشياما
شوتا نيشياما (باليابانية: 西山 峻太) (25 يوليو 1989 في كاناغاوا في اليابان – )؛ هو لاعب كرة قدم ياباني سابق كان يلعب كمدافع.

## وصلات خارجية
- شوتا نيشياما على موقع رابطة كرة القدم اليابانية للمحترفين (اليابانية)
- شوتا نيشياما على موقع قاعدة بيانات كرة القدم.إي يو (الإنجليزية)
- شوتا نيشياما على موقع Soccerway.com (الإنجليزية)